# Lijst van burgemeesters van Schiebroek
Dit is een lijst van burgemeesters van de voormalige Nederlandse gemeente Schiebroek tot die in 1941 opging in de gemeente Rotterdam.
| Ambtsperiode | Naam burgemeester                           | Partij of stroming | Bijzonderheden                                     |
| ------------ | ------------------------------------------- | ------------------ | -------------------------------------------------- |
| 1795 - 1850  | Jacob Smits Dzn                             |                    | vanaf 1825 burgemeester, daarvoor schout/maire/... |
| 1850 - 1879  | Jacob Wijnaendts                            |                    | tevens burgemeester van Overschie (1832-1879)      |
| 1879 - 1894  | Cornelis Jacob Anton Wijnaendts (1841-1921) |                    | tevens burgemeester van Overschie (1879-1884)      |
| 1894 - 1905  | Abraham Verschoor                           |                    |                                                    |
| 1905 - 1919  | Jan (J.) Bos                                |                    | tevens burgemeester van Overschie (1896-1920)      |
| 1919 - 1924  | Jhr. Volkert Huibert de Villeneuve          |                    | tevens burgemeester van Hillegersberg (1907-1924)  |
| 1924 - 1941  | Jan Pieter Henderik Dhont                   | VNH                |                                                    |